# Albanische Mafia
Die albanische Mafia ist ein transnationales kriminelles Netzwerk und wird der organisierten Kriminalität zugerechnet. Die Bezeichnung als Mafia leitet sich von vergleichbaren kriminellen Organisationen in anderen Ländern ab.

## Akteure
Die albanische Mafia rekrutiert ihre Mitglieder unabhängig von der Staatsangehörigkeit, jedoch sind es überwiegend ethnische Albaner. Die Angehörigen sind Albaner, Kosovo-Albaner, Angehörige albanischer Minderheiten aus den Ländern Nordmazedonien und Montenegro, sowie in die EU-Staaten, die Schweiz und die USA emigrierte ethnische Albaner.
Denis Matoshi, auch Eldi Dizdari, gilt als der der Boss einer als Kompania Bello bekannten transnationalen Organisation, die Drogen von Südamerika nach Europa schmuggelt. Seit ein Gericht in Florenz in Italien ihn 2019 zur Verhaftung ausgeschrieben hat, ist er flüchtig und wird von Interpol gesucht.

## Entstehung
Bis 1985 waren kriminell organisierte Albaner vielfach als Handlanger für die Cosa Nostra tätig. Nach dem Zusammenbruch der Pizza Connection wurde die entstandene „Marktlücke“ zum Teil von diesen Albanern besetzt. Etwa ab 1990 spricht man von der albanischen Mafia als eigenständiger Organisation. Zu diesem Zeitpunkt begann sie, bestehende kriminelle Strukturen in Europa zu beseitigen bzw. zu unterminieren und deren Tätigkeitsfelder selbst zu übernehmen. Vorangetrieben wurde die Entwicklung durch den Zusammenbruch des Sozialismus in Albanien 1992, bei dem das Land im Chaos versank und viele Staatsangehörige die Chance zur Auswanderung nutzten. Als 1991 der Krieg in Jugoslawien ausbrach, verlagerte sich die Balkanroute nach Albanien. Das Handelsembargo gegen die BR Jugoslawien förderte den Schmuggel von Treibstoff und anderen Waren, der dann ebenfalls über Albanien lief. Dadurch festigten sich die bereits entstandenen kriminellen Strukturen weiter.

## Organisation
Die unterste, ausführende Ebene sind die Basiszellen, die Mitglieder stammen meist aus derselben Familie. Die Führungsposition hat der sogenannte Kryetar. Die mittlere Ebene ist die Clanebene, die aus bis zu 100 Personen besteht, die Führungsposition hat hier der Krye. Dann folgt die höchste Ebene, der Führungsrat, an dessen Spitze eine Art Pate steht.

## Geschäftsfelder
Die Organisation ist auf allen üblichen Geschäftsfeldern der organisierten Kriminalität tätig wie z. B. Drogen- und Menschenhandel, illegales Glücksspiel u. a.

## Dokumentarfilme
- David Beriáin: Unter Gangstern – Albanische Mafia (2019). (Archive.org-Video – 43:54 min.) In: ZDFinfo. Internet Archive, 2019.
- Klaus Fiedler: Die albanische Mafia – Drogen, Waffen und verletzte Ehre auf YouTube, 2021 (ZDFinfo; Laufzeit: 44 Minuten).
- ZDFinfo Dokus & Reportagen: Drogen, Waffen und verletzte Ehre: Die albanische Mafia auf YouTube, 21. Dezember 2022 (Laufzeit: 43:53 min).